# ريداكاي: تحدي الكايرو
ريداكاي: تحدي القاهرة (Redakai: Conquer the Kairu ريداكاي: كونكر ذا كايرو) والمعروف أيضا ببساطة ريداكاي ،هي سلسلة تلفزيونية فرنسية-كندية، التي أنتجتها ماراثون للأنتاج وسبين ماستر، والذي عرض لأول مرة في كندا في 9 يوليو 2011، وبث على كرتون نتورك بعد أسبوع واحد (في 16 يوليو 2011) في الولايات المتحدة. في فرنسا لأول مرة في 22 تشرين الأول 2011.

## القصة
المسلسل يدور حول كاي، وهو طالب في 15 من عمره، يدخل في ملحمة ساعيا في العثور على الكايرو، القوة البدائية للكون ومصدر الطاقة. بمساعدة أصدقائه مايا وبومر، كاي يسافر في العالم بحثا عن الكايرو، أثناء محاولة من أن أعدائه خارج الأرض الغريبة.
قد يبدو كاي مرحا نوعا ما لكنه يتصرف بجد أثناء المعركة ووحشه المفضل هو ميتانويد وميتانويد بلاتين...يقوم كاي بالعديد من الغامراة الشيقة مع أصدقائه مايا وبومر الفتى المرح في فريق ستاكس

## الحلقات
المقال الرئيسي : قائمة حلقات ريداكاي: تحدي الكايرو

## الأبطال

### فريق ستاكس
كاي ستاكس - كاي ستاكس هو القائد الوقور لفريق ستاكس. بعد تدريباته في فنون ألكايرو من قِبل بوداي الحكيم أصبح كاي مقاتل مخلص يتمتع بكل الصفات التي تؤهله ليصبح عظيما. إنه عازم على اكتشاف الحقيقة وراء اختفاء والده، وكمعظم الأولاد بعمر الخامسة عشر إنه يتسم بالاندفاع ولا يخاف من أي شيء. أما الوحوش المفضلة له فهي تلك التي تمتاز بقوة البلازما المدعمة بالقوة الزلزالية.
عندما يجلب كاي الميتانويد إلى المعركة، تعرف قوات لوكار بأنها ستخوض معركة طاحنة. يستطيع ميتانويد توليد البلازما والتحكم بها لتفجيرالأشرار بقوة الشمس.
الهجمات المفضلة: سيف البلازما، قذيفة طاقة البلازما، القفزة النفاثة.
مايا - مايا هي الفتاة الوحيدة في فريق كاي، إنها تمتاز بقوة استشعارية جبارة تمكنها من الإحساس باقتراب ألكايرو. تولى بوداي تربية مايا لكنها تتوق لمعرفة ماضيها. الأثار والعلامات على ذراعها قد تحمل في يوم ما الإجابات لمن تكون. إنها تحب قوة صراخ الشؤم والإعصار الثائر التي تمتاز بهما هارير، إنفينيتا تزودها بطاقة احتياطية تستطيع استخدامها متى تشاء.
بومر - بومر موهوب بحس من الفكاهة وهو عنصر مهم في فريق ستاكس.تعرف على كاي أثناء تعليمه من قِبل بوداي وأصبح صديقه المفضل. قوته وولائه رصيد ثمين للفريق في سعيه لإستعادة التوازن في الكون. إنه يميل لاستعمال شعاع التجميد وهجوم عاصفة البرد التي تميز فروزتوك، ولا يجب أن ننسى قوة الوحش تشى ماستر وقبضته الجبارة.

## الأصوات العربية
- أحمد عبد الحميد (كاي)
- أية حمزة (مايا(
- ياسر عزت (بومر)

## الوصلات الخارجية
- ريداكاي: تحدي الكايرو على موقع IMDb (الإنجليزية)
- ريداكاي: تحدي الكايرو على موقع كينوبويسك (الروسية)
- ريداكاي: تحدي الكايرو على موقع ألو سيني (الفرنسية)
- ريداكاي: تحدي الكايرو على موقع قاعدة بيانات الفيلم (الإنجليزية)
- الموقع الرسمي لريداكاي نسخة محفوظة 23 أبريل 2011 على موقع واي باك مشين.
- الموقع الرسمي لريداكاي على كرتون نتورك بالعربية